# Evald Sandestam
Evald Teodor Sandestam, född 3 oktober 1909 i Pelarne församling i Kalmar län, död 22 augusti 2008 i Sävsjö församling i Jönköpings län, var en svensk försäkringsinspektör och centerpartistisk politiker. Han efterträdde Erik Carlström som stadsfullmäktiges ordförande i Sävsjö 1968 och var efter kommunreformen ordförande för kommunstyrelsen i Sävsjö kommun från 1971 till 1976, då han efterträddes av Torbjörn Furulund.
Han var från 1943 gift med Ingegerd Maria Linck (född 1919), dotter till handelsbiträdet Anders Olof Linck och Eva Charlotta Fahlgren.